# Thoraxister severini
Thoraxister severini är en skalbaggsart som först beskrevs av Lewis 1894.  Thoraxister severini ingår i släktet Thoraxister och familjen stumpbaggar. Inga underarter finns listade i Catalogue of Life.